# Villers-Saint-Siméon
Villers-Saint-Siméon (wa. Vilé-Sint-Siméyon) – dzielnica (section) gminy Juprelle w Belgii, w Regionie Walońskim, w prowincji Liège, w okręgu Liège. 1 stycznia 2020 roku liczyła 579 mieszkańców. Do 31 grudnia 1976 r. samodzielna gmina. 

## Demografia
Liczba mieszkańców, stan na 1 stycznia:
| Rok                | 1930 | 1947 | 1961 | 2020 |
| ------------------ | ---- | ---- | ---- | ---- |
| Liczba mieszkańców | 409  | 327  | 328  | 579  |